# HD 20782 b
HD 20782 b é um planeta extrassolar localizado a cerca de 117 anos-luz de distância a partir da Terra, na constelação de Fornax, que orbita a estrela HD 20782. Em novembro de 2012, HD 20782 b era o planeta com a órbita mais excêntrica conhecida, e seu semieixo maior é de 1,36 UA. A alta excentricidade orbital do planeta é comparável à de HD 80606 b. Ele foi descoberto por Jones et al. Em 14 de março de 2006. A massa mínima desse planeta é inferior a duas massas de Júpiter; Isto sugere que ele é um planeta gasoso. A descoberta foi construída usando o método de velocidade radial.